# Sphecodes ohdeyamanus
Sphecodes ohdeyamanus är en biart som beskrevs av Kazuhiko Tsuneki 1984. Sphecodes ohdeyamanus ingår i släktet blodbin, och familjen vägbin. Inga underarter finns listade i Catalogue of Life.